# Johann Franz Ahn

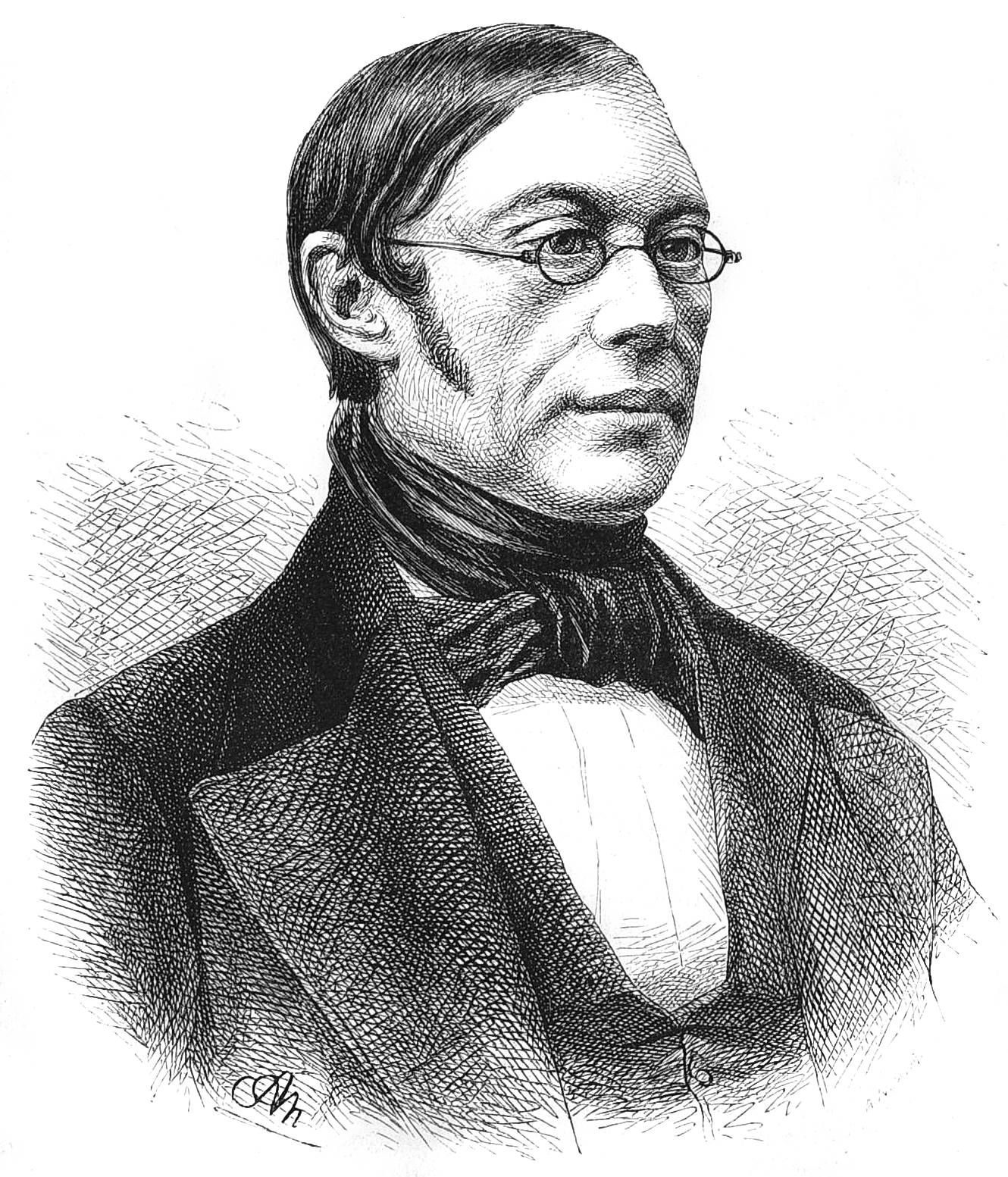
Johann Franz Ahn

Johann Franz Ahn (* 15. Dezember 1796 in Aachen; † 21. August 1865 in Soest) war ein Lehrer in Aachen und Neuss und Erfinder einer Fremdsprachenlernmethode.

## Leben
Nach der Ausübung des Kaufmann-Berufes begann er ein Studium der Mathematik und der neuern Sprachen. Nach kurzer Amtsführung als Katastergeometer (1822) und als Lehrer der neuern Sprachen am Gymnasium zu Aachen (1824–26) leitete er längere Zeit eine von ihm begründete realistische Privatanstalt und trat nach deren Auflösung 1843 als Lehrer an der mit dem Gymnasium verbundenen Realschule in Neuss ein. 1863 wurde er in den Ruhestand versetzt.
Seinen ausgebreiteten Ruf verdankte Ahn seiner literarischen Tätigkeit und ganz besonders seinem „Praktischen Lehrgang zur schnellen und leichten Erlernung der französischen Sprache“. Die von Ahn befolgte und nach ihm benannte Methode wurde nicht ursprünglich von ihm erfunden, vielmehr ist sie eine Weiterbildung der von dem Rektor Seidenstücker in seinen Elementarbüchern zur Erlernung der französischen, lateinischen und griechischen Sprache angewendeten Methode, nach welcher von Beispielen ausgegangen und erst nachher die Regel gegeben wird. Hinzu kommt bei der Ahnschen Methode allerdings eine hohe Zahl an auswendig zu lernenden Wörtern. Die Lehrbücher von Ploetz u. a., welche dies vermieden, haben seine Methoden allmählich verdrängt. In ähnlicher Weise wie die französische behandelte Ahn die englische, italienische, holländische Sprache. Auch für angehende Kaufleute schrieb er sprachliche Lehrbücher.

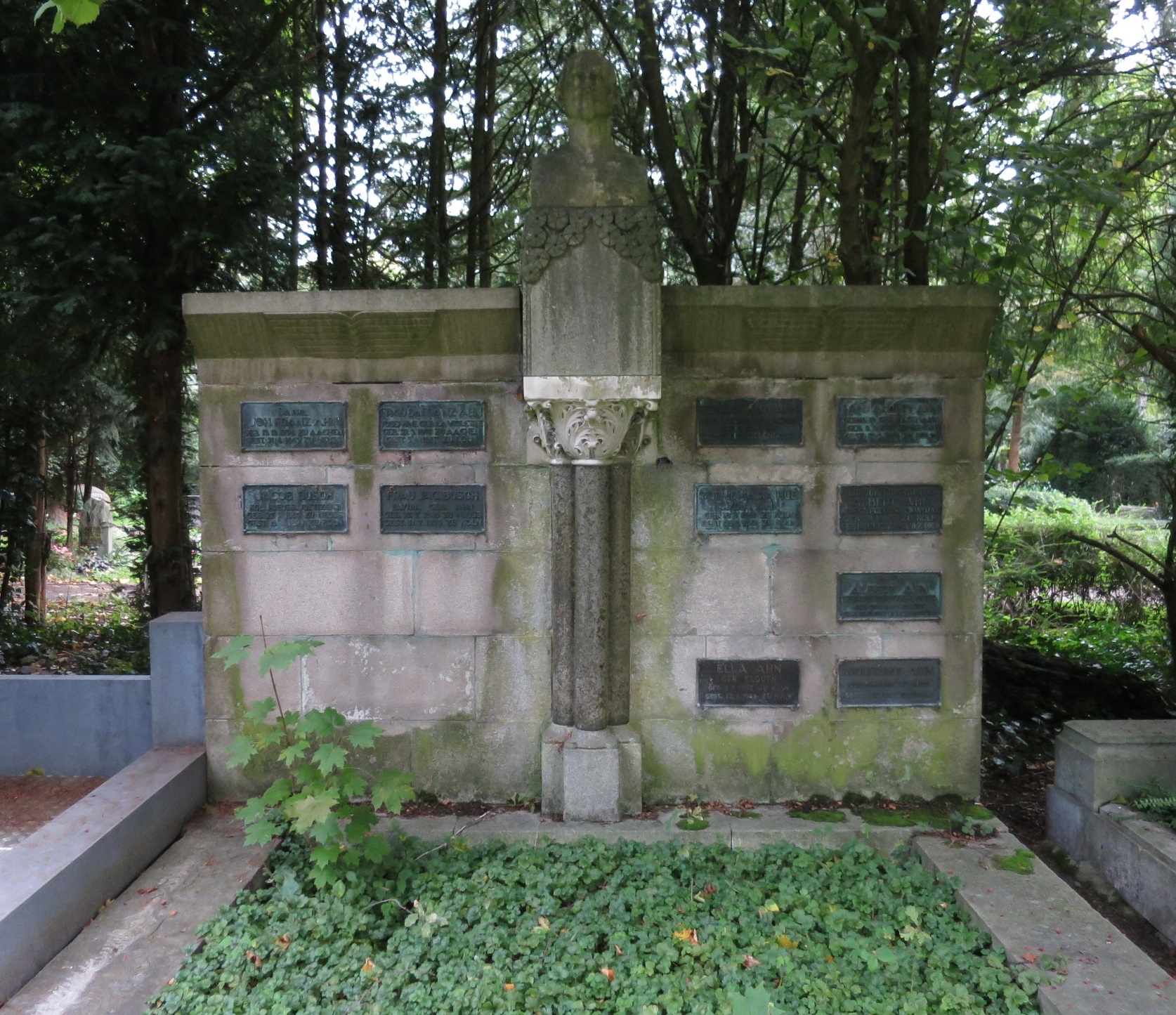
Johann Franz Ahn – Familiengrab auf dem Kölner Friedhof Melaten (MA)

Johann Franz Ahn starb am 21. August 1865 und wurde im Familiengrab auf dem Kölner Friedhof Melaten (Millionenallee, zwischen Lit. V und W) beigesetzt.

## Ehe und Nachkommen
Franz Ahn war zuerst mit Eleonore Müffat sechs Jahre verheiratet.
Danach heiratete er  Josephina Henrietta Laviolette. Die beiden hatten zwölf Kinder, darunter viermal Zwillinge
- Heinrich August Ahn (* 7. Mai 1835 Aachen)
- Franz Heinrich Ahn (* 7. Mai 1835 Aachen), Zwillingsbruder
- Clara Josephina Ahn (* 20. Sept. 1836 in Aachen) ⚭ 12. Sept. 1862 Neuss mit Franz Hubert Hesemann
- Franz Albert Ahn (* 5. Juni 1838 Aachen)
- Johanna Henrietta Ahn (* 5. Juni 1838 Aachen), Zwillingsschwester
- Franz Conrad Albert Ahn (* 9. Mai 1840 Aachen; † 29. Juni 1910 Niederdollendorf) ⚭ 6. April 1866 Neuss mit Gertrud Catharina Hesemann, wurde Verleger
- Therese Josephine Henriette Ahn (Theresia Josepha Ahn; * 24. Dez. 1841 Aachen) ⚭ 7. April 1864 Neuss mit Carl Wilhelm Lesimple
- Elise Margaretha Ahn (* 6. (oder 7.) Nov. 1843 Neuss) ⚭ 24. Feb. 1865 Neuss mit Franz Paul Kayser (* 2. Feb. 1835 Solingen, Sohn von Carl Joseph Kayser und Friederica Auguste Kuhstoss)
- Henriette Josephine Ahn (* 6. Nov. 1843 Neuss), Zwillingsschwester
- Helene Auguste Ahn (* 28. Juli 1845 Neuss) ⚭ 5. Okt. 1868 Neuss mit Carl Otto Kayser
- Heinriette Elvire Ahn (* 28. Juli 1845 Neuss) ⚭ 5. Nov. 1869 Neuss mit Jacob Busch, Zwillingsschwester
- Franz Victor Hugo Ahn (* 22. Juli 1849 Neuss)